# پوینت او وود (نیویورک)

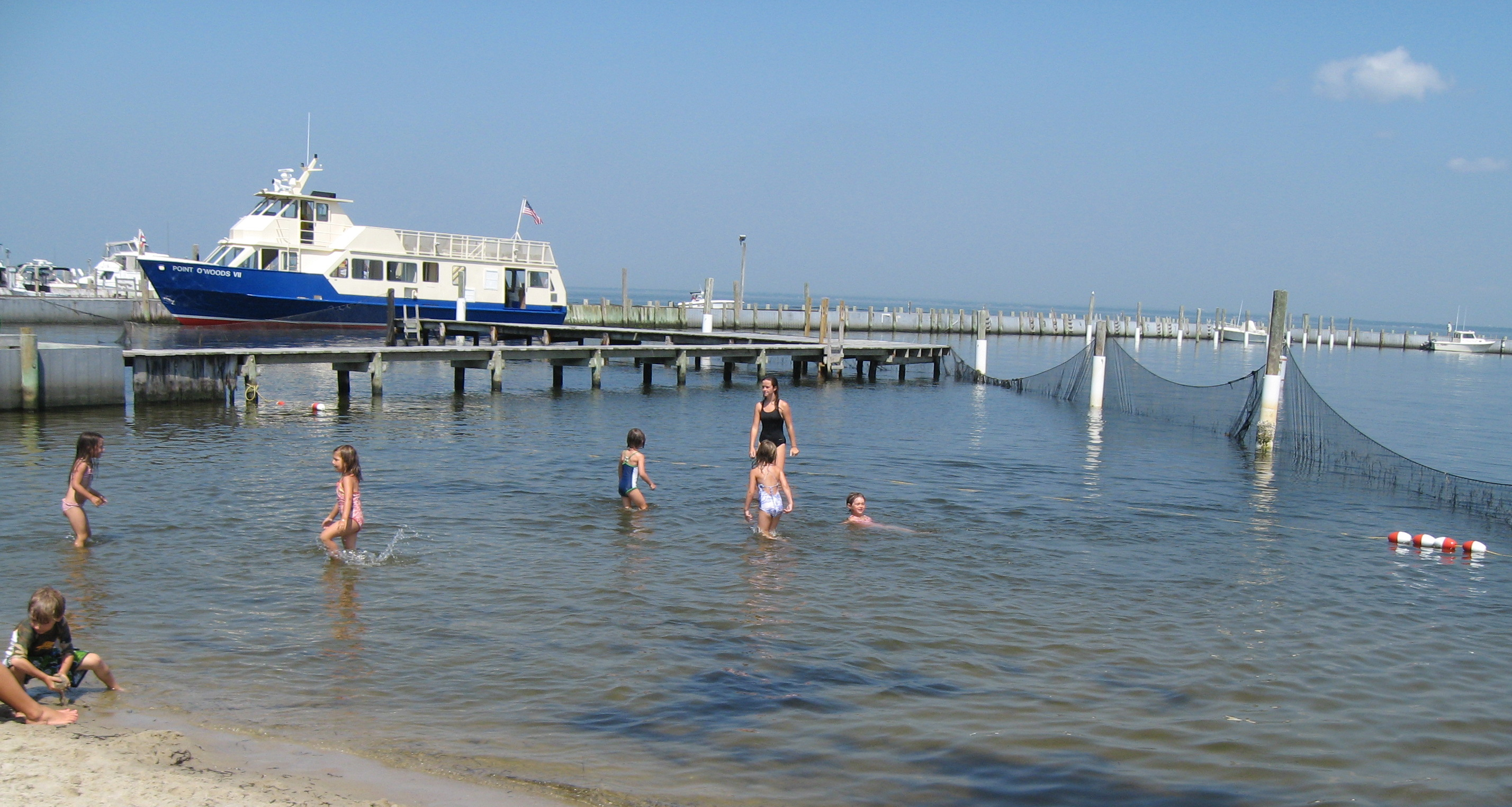
ساحل پوینت او وود

پوینت او وود (به انگلیسی: Point O' Woods) یک منطقهٔ مسکونی در ایالات متحده آمریکا است که در شهرستان سافک، نیویورک واقع شده‌است.